# 6475 Refugium
6475 Refugium è un asteroide della fascia principale del diametro medio di circa 32,8 km. Scoperto nel 1987, presenta un'orbita caratterizzata da un semiasse maggiore pari a 3,1353732 UA e da un'eccentricità di 0,1676734, inclinata di 8,94162° rispetto all'eclittica.